# Ponsacco
Ponsacco település Olaszországban, Toszkána régióban, Pisa megyében. Lakosainak száma 15 594 fő (2023. január 1.). Ponsacco Capannoli, Pontedera és Casciana Terme Lari községekkel határos.

## Népesség
A település lakossága az elmúlt években az alábbi módon változott:
| Lakosok száma | 15 557 | 15 539 | 15 594 |
|               | 2017   | 2018   | 2023   |